# Броштень (Ботошань)
Броштень, Броштені (рум. Broșteni) — село у повіті Ботошані в Румунії. Входить до складу комуни Дурнешть.
Село розташоване на відстані 376 км на північ від Бухареста, 31 км на схід від Ботошань, 76 км на північний захід від Ясс.

## Населення
За даними перепису населення 2002 року у селі проживали 284 особи, усі — румуни. Усі жителі села рідною мовою назвали румунську.